# Mike Howlett
Mike Howlett (* 27. April 1950 in Lautoka, Fidschi) ist ein fidschianischer, im Ausland wirkender Musiker und Produzent. Bekannt wurde er in der ersten Hälfte der 1970er Jahre als Bassist der Band Gong. Später brachte er in seiner Band Strontium 90 Andy Summers mit den anderen Musikern von The Police zusammen. Danach trat er überwiegend als Produzent von New-Wave-Bands in Erscheinung.

## Biografie
Howlett wurde auf Fidschi geboren und verbrachte seine Jugend in Sydney (Australien), wo er in den späten 1960er Jahren Bassist der Band The Affair war. Nach dem Gewinn eines Bandwettbewerbs kam er 1970 nach England, wo er sich in weiteren unbedeutenden Bands verdingte, bevor er 1973 zu der Space-Rock-Band Gong um Gitarrist und Sänger Daevid Allen, dessen Gefährtin Gilli Smyth (1933–2016), den zweiten Gitarristen Steve Hillage, Keyboarder Tim Blake und den Saxophonisten Didier Malherbe stieß, die sich nach der Aufnahme ihres dritten Albums Flying Teapot (1973) neu formierte. 
Mike Howlett ersetzte bei Gong den vormaligen Bassisten Francis Moze (Magma). Neu zur Band war auch der Schlagzeuger Pierre Moerlen gestoßen. Diese Besetzung spielte die beiden Alben Angel's Egg (1973) und You (1974) ein, die mit dem Vorgängeralbum die zentrale Radio Gnome Trilogie der Band bilden. Nachdem Allen, Smyth, Hillage und Blake die Band verlassen hatten und diese als Pierre Moerlen’s Gong sich rein instrumentalem Jazzrock zuwandte, verließ auch Howlett im Mai 1976 die Band.
Nach seinem Ausstieg bei Gong wirkte Howlett 1977 bei dem von Nik Turner und Harry Williamson initiierten Anti-Atom-Projekt Radio Actors und deren Single Nuclear Waste mit, wo außer ihm auch Steve Hillage und Gilli Smyth sowie Steve Broughton und Sting beteiligt waren. Im selben Jahr gründete er die Band Strontium 90, der außer ihm und Sting noch Andy Summers und Stewart Copeland (als Ersatz für den ursprünglich geplanten Chris Cutler) angehörten. Strontium 90 veröffentlichten nur eine Single und spielten nur einige wenige Konzerte, eines davon anlässlich einer einmaligen Gong-Reunion 1977, bei der Howlett außer mit Strontium 90 auch mit Gong auf der Bühne stand. Howlett beendete dann aber vorläufig seine Musikerlaufbahn, um sich künftig als Produzent zu verdingen. Andy Summers trat nach dem Gastspiel bei Strontium 90 als Ersatz für deren vormaligen Gitarristen der Band The Police von Sting und Copeland bei und komplettierte damit deren klassisches Line-Up.
Als Produzent gelangen Howlett Hits mit Martha and the Muffins, Orchestral Manoeuvres in the Dark, Blancmange, A Flock of Seagulls (darunter deren Grammy-Awards-Siegertitel D. N. A.) und China Crisis, außerdem produzierte er erfolgreiche Alben von Joan Armatrading, The Alarm, Gang of Four, Fischer-Z und anderen. 
Als sich 1994 zum 25-jährigen Jubiläum von Gong die Band in ihrer klassischen Besetzung reformierte, trat Howlett auch nach langer Bühnenabstinenz wieder als Musiker in Erscheinung. Er wirkte bei mehreren Tourneen zwischen 1996 und 2001 mit und produzierte das im Jahr 2000 erschienene Album Zero to Infinity, auf dem er auch Bass spielt.
Nach dem Ende der Tourtätigkeit von Gong 2001 hielt er Vorlesungen am South Thames College, an der University of Glamorgan und am Ealing College of Music and Media. 2003 trat er in einem gemeinsamen Projekt mit Damo Suzuki (Can) im Vorprogramm von Daevid Allens Gong-Nachfolgeprojekt Acid Mothers Gong auf. Auf dem 2009 erschienenen Studioalbum 2032 von Gong spielte er wieder Bass.